# Korsajewka
Korsajewka (ros. Корсаевка) – wieś (sieło) w Rosji, w obwodzie penzeńskim, w rejonie bielińskim. W 2021 liczyła 289 mieszkańców, głównie Mordwinów.